# Microsoft HoloLens
Microsoft HoloLens est un casque de réalité mixte permettant de simuler des hologrammes qui s’intègrent dans le champ de vision de l'utilisateur. 
Microsoft l'a présenté lors de la conférence Windows 10: The Next Chapter le 21 janvier 2015,,. Il fait partie du projet Windows Holographic, une plateforme dédiée à la réalité augmentée et intégrée à Windows 10.

## Développement
Le développement de Microsoft HoloLens est conduit par l'équipe d’Alex Kipman et s'est fait en partenariat avec la NASA. Le casque est dévoilé par Microsoft lors de la conférence Windows 10: The Next Chapter, le 21 janvier 2015.
Le 29 avril 2015, Microsoft va encore plus loin et montre une démonstration en direct lors d'un événement consacré à l'avenir de Windows 10, baptisé Build 2015.
Le 15 juin 2015, Microsoft dévoile lors de l'E3 2015 une version de Minecraft compatible avec HoloLens. Mojang se livre même à une démonstration en direct sur scène.
Le 6 octobre 2015, Microsoft annonce que les kits de développement pour Microsoft HoloLens seront distribués lors du premier trimestre de 2016, pour 3 000 $.
Le 29 février 2016, Microsoft annonce l'ouverture des précommandes pour son casque de réalité augmentée aux États-Unis et au Canada. Son prix s'élève à 3 000 $.
Le 12 octobre 2016, les précommandes sont ouvertes en France au prix de 3 299 €.
En octobre 2024, suite à l'éclatement de la bulle du Métavers, Microsoft annonce arrêter la production de ses casques HoloLens 2 (qui allait fêter ses dix ans d'indifférence) et annule son successeur Windows MR.

## Caractéristiques techniques
Le casque est un ordinateur complet équipé d’une version de Windows adaptée et compatible avec Windows 10. Trois processeurs sont utilisés : le premier est le CPU principal, le deuxième est un processeur graphique (GPU) et le troisième gère les hologrammes (baptisé HPU pour « Holographic Processing Unit »),. Des capteurs de mouvements permettent à l’utilisateur de se déplacer en l'utilisant, le son produit par le casque est spatialisé. La simulation des hologrammes fonctionne avec les gestes de l’utilisateur, une commande vocale est aussi disponible, le casque ne nécessite pas d’être connecté à Internet ou à un autre appareil pour fonctionner,. Il pèse environ 579 grammes et permet un champ de vision d'environ 30° par 17.5°.

## Applications
Lors de sa conférence le 21 janvier 2015, Microsoft dévoile le logiciel HoloStudio : c’est une application permettant de créer des modèles en 3D, une sorte de « Microsoft Paint en 3D ». Ce logiciel permet également l’impression en 3D du modèle.
Microsoft présente également HoloBuilder (inspiré par Minecraft), une implémentation de Skype, ainsi qu’Onsight, un outil développé en collaboration avec le Jet Propulsion Laboratory (JPL), une filiale de la NASA. OnSight collecte les données émises par Curiosity et permet ainsi aux utilisateurs de Microsoft HoloLens de visualiser une représentation en 3D de l’environnement martien. JPL prévoit d’utiliser officiellement OnSight pour les missions de Curiosity, afin de contrôler les activités du rover d’ici à 2020, alors que les phases de test seront amorcées en 2015.
Des partenaires comme Unity, Autodesk, Sketchfab, la NASA, la clinique de Cleveland, Audiokinetic, Trimble Navigation (en), l’université Case Western Reserve, Legendary Pictures, Dassault Systèmes ou The Walt Disney Company ont été annoncés,. Dans une vidéo-annonce présentant les possibilités qu’offre HoloLens, on peut remarquer également l’utilisation de Netflix et d’Internet Explorer.
Lors de l’ouverture des précommandes pour les développeurs le 29 février 2016, Microsoft annonce les applications suivantes :
- le Windows Store, pour télécharger sur HoloLens des applications Windows universelles
- Microsoft Edge, le navigateur de Windows 10 pour surfer sur le Web
- Cortana, l’assistante personnelle virtuelle de Microsoft
- Camera, une application pour piloter l’appareil photo numérique
- Skype, logiciel de communication
- HoloStudio, un logiciel de modélisation tridimensionnelle « pour construire de la 3D en 3D »
- Actiongram beta, pour créer et partager des histoires en 3D
- HoloTour, un logiciel mélangeant la vidéo immersive, la réalité augmentée et la spatialisation sonore pour visiter le monde
- RoboRaid, un jeu de tir à la première personne transformant son salon en niveau de jeu
- Young Conker, un jeu de plates-formes qui transforme chaque pièce en niveau de jeu
- Fragments, un jeu d’aventure et de réflexion où l’utilisateur incarne un détective chargé de résoudre un crime dans un techno-thriller
- Minecraft

### Armée des États-Unis d'Amérique
En avril 2021, l'administration américaine annonce qu'elle équipera l'armée de 120 000 casques Hololens. Le contrat s'élève 22 milliards de dollars sur 10 ans. Des prototypes sont déjà au point dans le contexte de ce partenariat,,.